# Política do Luxemburgo

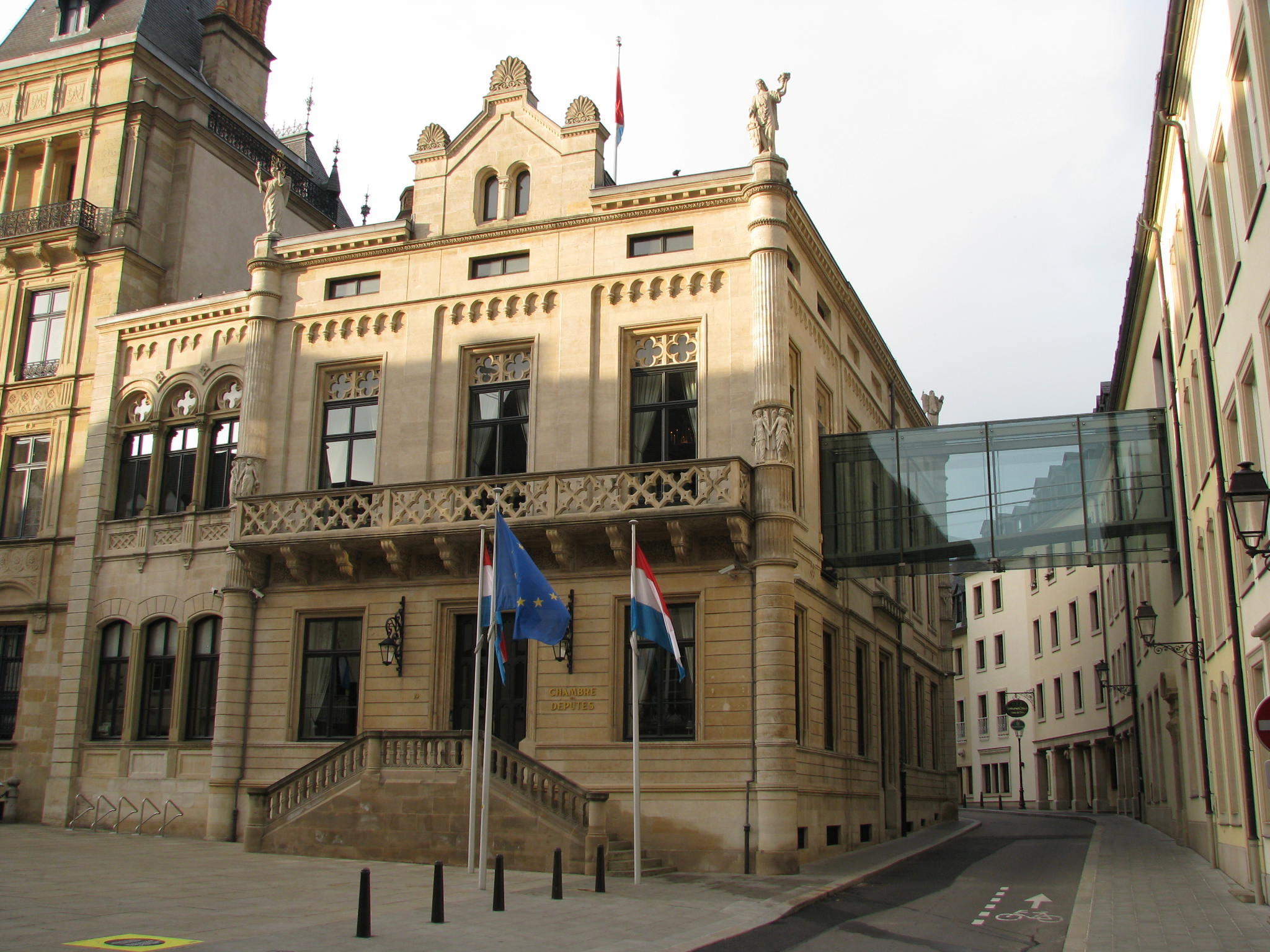
Câmara dos Deputados de Luxemburgo.

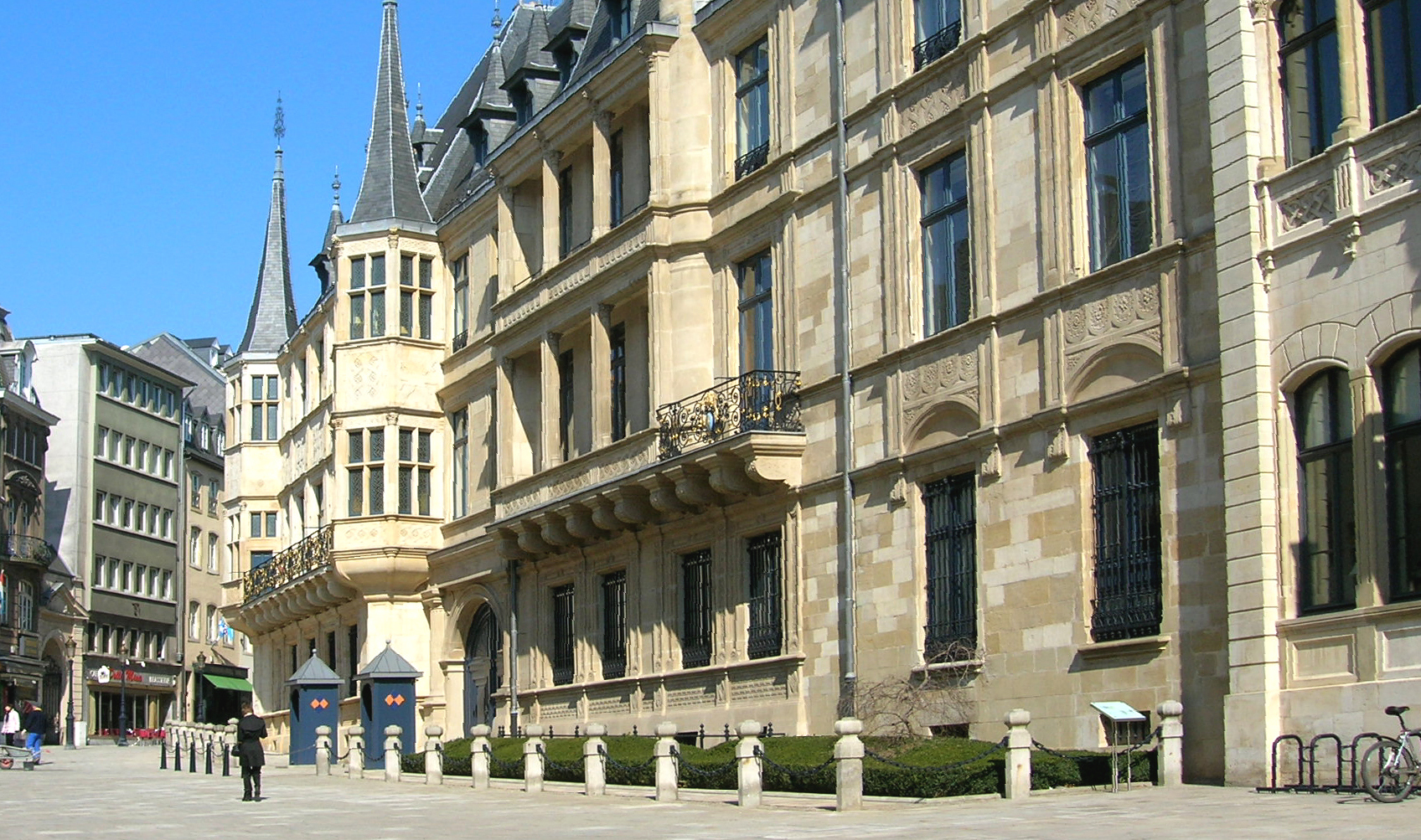
Palácio Grão-ducal.

O Luxemburgo é uma monarquia democrática representativa parlamentar, em que o Grão-Duque é o chefe de estado e o primeiro-ministro é o chefe do governo. O poder executivo está ao abrigo da constituição de 1868, conforme alterada, exercido pelo governo, pelo grão-duque e pelo Conselho de Governo (gabinete), que consiste num primeiro-ministro e vários outros ministros. Normalmente, o primeiro-ministro é o líder do partido político ou coligação de partidos com mais assentos no parlamento. O poder legislativo pertence tanto ao governo como ao parlamento. O Judiciário é independente do Executivo e do Legislativo.
O poder legislativo é unicameral, sendo representado pela Câmara dos Deputados, cujos integrantes são eleitos diretamente para mandatos de cinco anos. Eles são eleitos em representação proporcional em quatro distritos eleitorais.
A Economist Intelligence Unit classificou Luxemburgo como uma "democracia plena" em 2022. De acordo com os índices de Democracia V-Dem, Luxemburgo foi em 2023 o nono país mais democrático eleitoral do mundo.